# Tatort: Schüsse in der Schonzeit
Der Fall Schüsse in der Schonzeit ist der 77. Fernsehfilm der Krimireihe Tatort. Vom Bayerischen Rundfunk produziert, wurde die Episode am 17. Juli 1977 im Ersten Programm der ARD erstmals ausgestrahlt. Es handelt sich um den 9. Fall von Kommissar Veigl, dargestellt von Gustl Bayrhammer.

## Handlung
Kommissar Veigl und seine Kollegen ermitteln in dem Mordfall einer erschossenen jungen Frau, deren Leiche in einem Waldstück gefunden wurde. Die Kommissare vermuten einen Zusammenhang mit einem Autodiebstahl bei einer Ausflugsgaststätte, die nur zwei Kilometer vom Fundort der Leiche entfernt liegt. Schnell können die Kommissare feststellen, dass der Wirt sein Fleisch auch von Wilderern bezieht, und den 20-jährigen Metzger Biwi der Wilderei überführen. Es kommt heraus, dass dessen Stiefvater Hannes Mader die ermordete Frau als Anhalterin mitgenommen hatte. Mader gerät unter Mordverdacht und erzählt, dass er die Frau mit in seine Jagdhütte genommen hatte und dass dort ein Einbrecher die Frau erschossen habe. Damit seine Frau nicht hinter den Seitensprung komme, habe er dann die Leiche im Wald abgelegt. Es stellt sich heraus, dass Biwi seinen Kumpel Dscho zu dem Einbruch in dem Jagdhaus, das Biwi leer wähnte, angestiftet hatte, um seinen verhassten Stiefvater durch den Diebstahl von zwei teuren Jagdtrophäen zu ärgern. Als Dscho dann überraschenderweise doch jemanden antraf, hat er nur in die Luft schießen wollen und dabei aus Versehen die Frau getötet. Durch die ermittelnde Polizei gerät Dscho unter Druck und erpresst Biwi, den er als Mittäter hineinziehen will. Auf seiner Flucht ins Ausland, bei der er Biwi zwingt mitzukommen, verursacht er durch überhöhte Geschwindigkeit einen Verkehrsunfall, bei dem Biwi getötet wird. Er selbst wird verletzt und nach dem Unfall von der Polizei gefasst.

## Sonstiges
Bei ihrer Erstausstrahlung erreichte die Folge einen Marktanteil von 57 %.

## Kritik
TV Spielfilm urteilt: „Schräge Typen in einem starken Bayernkrimi“.